# Universität der Südbretagne
Die Universität der Südbretagne (französisch Université de Bretagne-Sud, UBS) ist eine staatliche französische Hochschule, die 1995 gegründet wurde. Ihre Standorte liegen in Vannes, Lorient und Pontivy im Süden der französischen Region Bretagne, genauer im Département Morbihan.
Die noch junge Hochschule zählt zu den kleineren Universitäten Frankreichs.

## Geschichte
Schon vor Gründung der Universität waren in der Region Hochschuleinrichtungen ansässig. Damit reichen die Vorläufer der heutigen UBS bis ins Jahr 1966 zurück.
- 1966: Gründung der École de droit et de sciences économiques in Vannes
- 1970: Gründung des Institut universitaire de technologie (IUT) Vannes
- 1971: Gründung des Institut universitaire de technologie (IUT) Lorient
- 1990: Planungsvertrag zwischen Staat und Region zur Gründung einer Universität
- 1991: Gründung des pôle de développement universitaire der Standorte Lorient et Vannes, als Nuklus für eine Universität
- 1992: Gründung des Institut universitaire professionnalisé (IUP) Lorient und des Institut universitaire professionnalisé (IUP) Vannes
- 1995: Gründung der Universität der Südbretagne per Dekret am 7. Februar. Die UBS ist damit die vierte bretonische Universität
- 2004: Einführung des Systems LMD (Abschlüsse licence-master-doctorat) zur Umsetzung der Bolognareformen
- 2009: Einrichtung zweier classes préparatoires
- 2015/2016 studierten an der UBS rund 9000 Studenten.[6]

Jean Peeters war von 2012 bis 2020 Präsident der Universität. Kanzler war Michel Quéré.

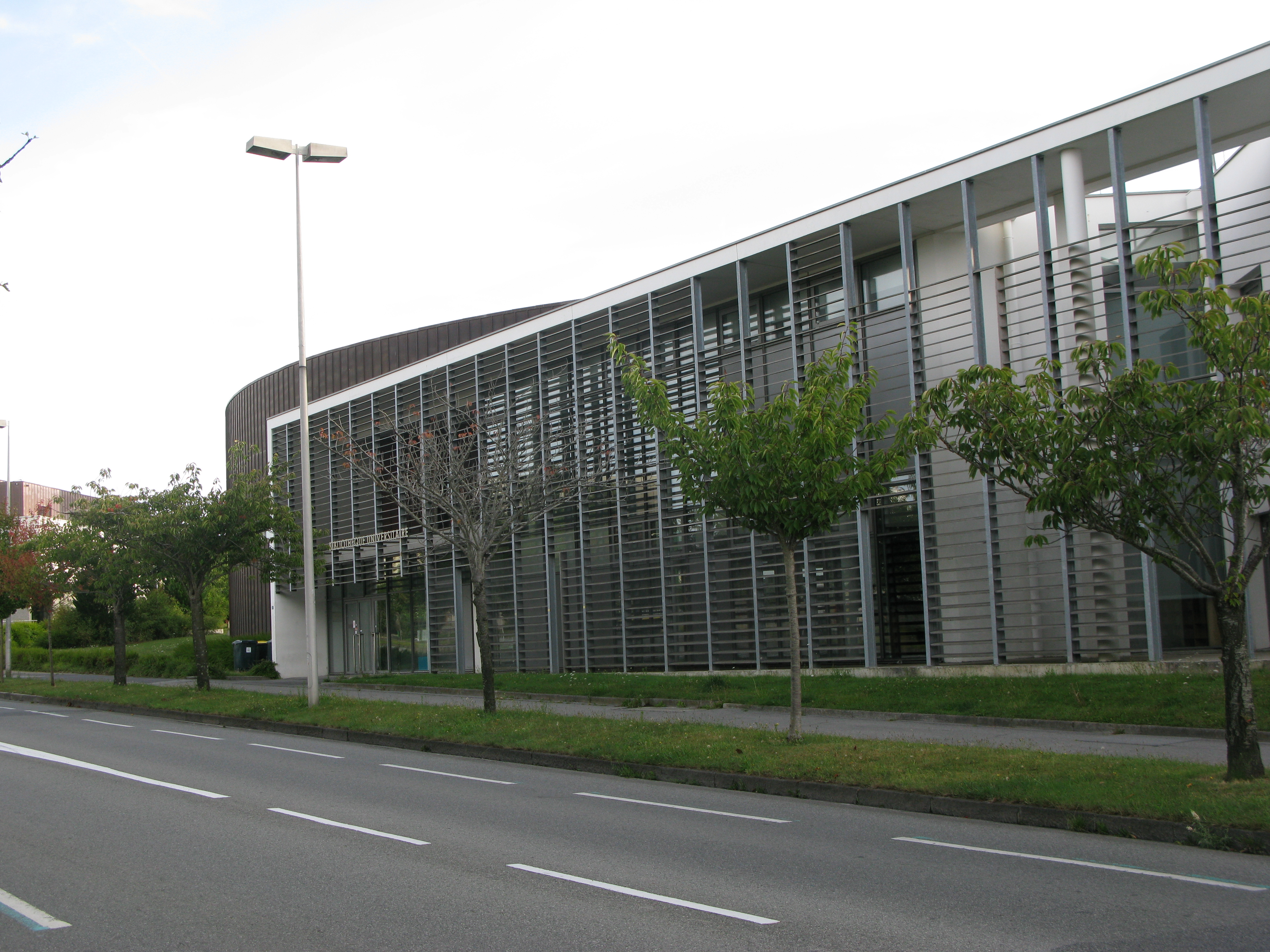
Universitätsbibliothek in Lorient

## Studienangebot
Die UBS bietet eine Ausbildung in den Bereichen Recht, Wirtschaft, Sprachen, Geisteswissenschaften, Naturwissenschaften, Technik und Gesundheit. Als die vier Prioritäten der Universitäten werden genannt: Meer & Küste, Industrie der Zukunft, Umwelt, Gesundheit & Behinderung, Cyber & Data Intelligence.